# Giusi Nicolini
Giuseppina Maria Nicolini, mais conhecida como Giusi Nicolini (Lampedusa e Linosa, 5 de março de 1961), é uma política e ativista italiana, ex-prefeita de sua cidade natal, que ganhou destaque na política italiana e internacional no início dos anos 2000, por enormes fluxos migratórios de refugiados na cidade. Foi laureada com o Prêmio pela Paz Félix Houphouët-Boigny, da UNESCO, em 2017.

## Biografia
Membro da associação ambientalista italiana "Legambiente", depois de ter sido vice-prefeita e secretária do Meio-ambiente de Lampedusa e Linosa, de 1983 a 1988, foi eleita prefeita nas eleições de 2012.
Logo após o trágico naufrágio de 3 de outubro de 2013 na costa de Lampedusa, com mais de 300 mortos, ele fez um discurso na cúpula da União Europeia, em 2013, no qual pediu uma nova lei europeia sobre asilo e imigração.
Devido a seus vários esforços para promover a integração e a solidariedade, foi laureada com o Prêmio pela Paz Félix Houphouët-Boigny, da Organização das Nações Unidas para a Educação, a Ciência e a Cultura (UNESCO), em 2017. Nesse mesmo ano, tentou a reeleição como prefeita, mas não se reelegeu.
| “                                                         | Dedico este prêmio a todos aqueles que não puderam cruzar o mar porque permaneceram nele e neste momento tenho muita vontade de dedicá-lo a Gabriele del Grande. Ele foi o primeiro através de um site a contar os mortos no mar Mediterrâneo, quando ainda ninguém sabia que pessoas morriam no Mediterrâneo. Agora ele é um prisioneiro na Turquia, espero que o governo do nosso país traga Gabriele para casa em breve. | ” |
| — Giusi Nicolini à Rádio Rai 1, sobre o prêmio da UNESCO, | |   |

## Prêmios internacionais
- Prefeito do mês de julho de 2014 de Fundação Prefeitos da Cidade (3 de julho de 2014)[7]
- Medalha Theodor Heuss (16 de maio de 2015)[8]
- Prêmio Olof Palme (2016)[9][10]
- Prêmio Simone de Beauvoir para a Liberdade das Mulheres (14 de janeiro de 2016)[11]
- Prêmio pela Paz Félix Houphouët-Boigny (UNESCO, 27 de junho de 2017)[12][13]